# Font de Pirene
La font de Pirene era una font que es trobava a l'Acrocorint, l'acròpoli de Corint, segons diu Pausànias, que la descriu, i explica que estava guarnida amb marbre blanc. Diu que hi havia unes habitacions, com a coves, des d'on sortia l'aigua cap a la font a l'aire lliure, molt bona per a beure. Diu també que els corintis hi submergien el bronze candent en aquesta aigua per temperar-lo.
En aquesta font, Bel·lerofont va trobar al cavall Pegàs que hi estava bevent. La font portava el nom de la nàiade Pirene, que va unir-se a Posidó i va ser mare de dos fills, Leques i Cèncrias, els herois epònims dels dos ports de Corint. Però Àrtemis va matar involuntàriament el seu fill Cèncrias, i Pirene, amb un profund dolor, va posar-se a plorar tan intensament, que es va transformar en font, a l'Acrocorint. Els corintis havien construït un petit santuari al costat on deixaven coques de mel en temps de sequera i al començament de l'estiu. Aquesta font estava també consagrada a les muses.
Pausànias explica que "la font, diuen que va ser el regal d'Asop a Sísif, fundador de Corint. Sísif sabia que Zeus havia raptat Egina, filla d'Asop, però es va negar a donar informació al déu abans que aquest no regalés un brollador a Acrocorint".